# Aplasta spinosissima
Aplasta spinosissima là một loài bướm đêm trong họ Geometridae.